# 莱伦施泰因斯费尔德
莱伦施泰因斯费尔德是德国巴登-符腾堡州的一个市镇。总面积6.22平方公里，总人口2189人，其中男性1119人，女性1070人（2011年12月31日），人口密度352人/平方公里。